# Bidens aequisquama
Bidens aequisquama là một loài thực vật có hoa trong họ Cúc. Loài này được (Fernald) Sherff mô tả khoa học đầu tiên năm 1917.